# Paulo de Figueiredo Parreiras Horta
Paulo de Figueiredo Parreiras Horta (Rio de Janeiro, 24 de janeiro de 1884 – Rio de Janeiro, 29 de julho de 1961) foi um médico brasileiro.
Foi eleito membro da Academia Nacional de Medicina em 1918, da qual é patrono da Cadeira 52.